# Pedro González de Salcedo

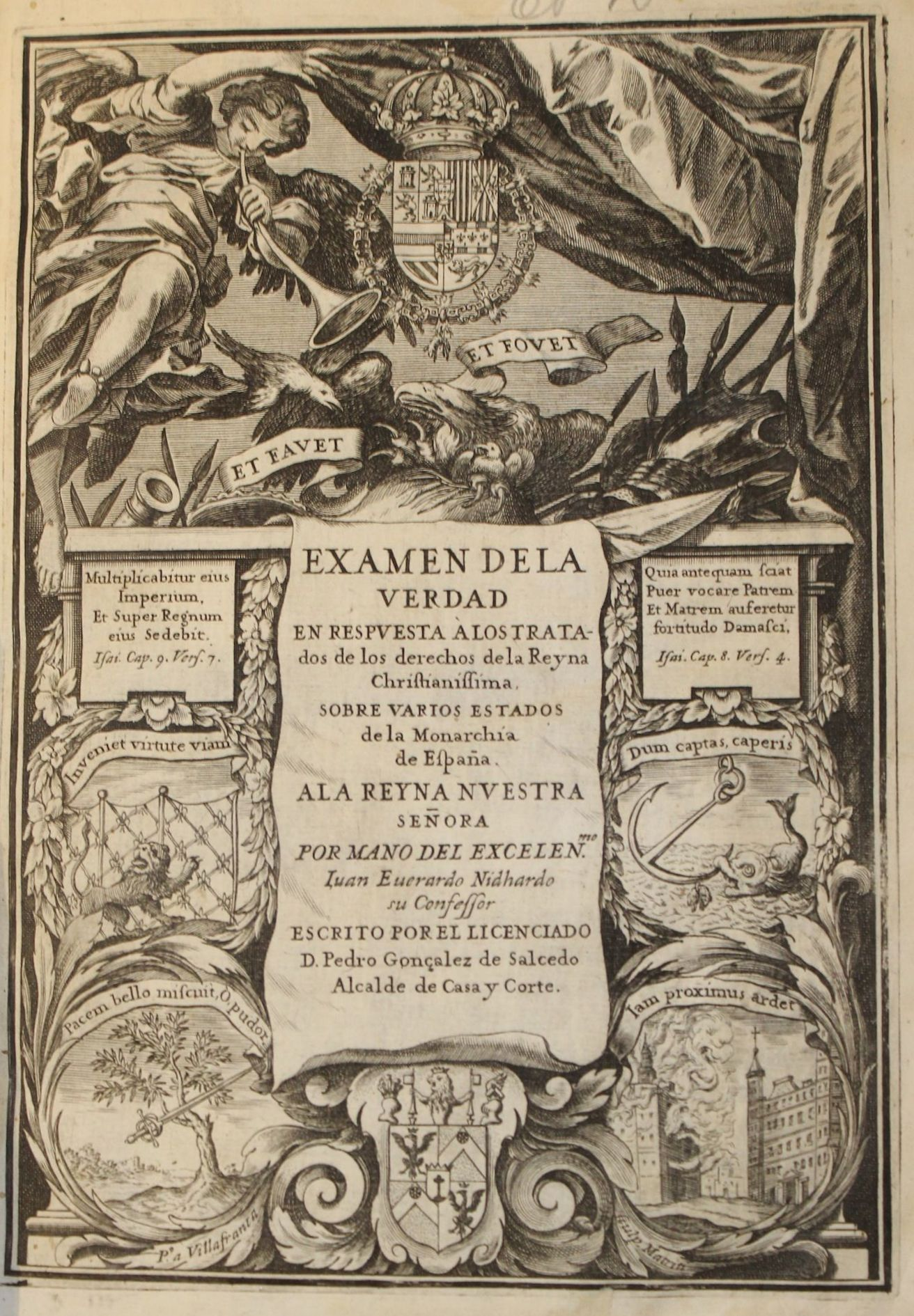
Frontispicio de Pedro González de Salcedo, Examen de la verdad en respuesta a los tratados de los derechos de la Reyna Christianissima sobre varios estados de la Monarchia de España. Estampa calcográfica firmada por Pedro de Villafranca.

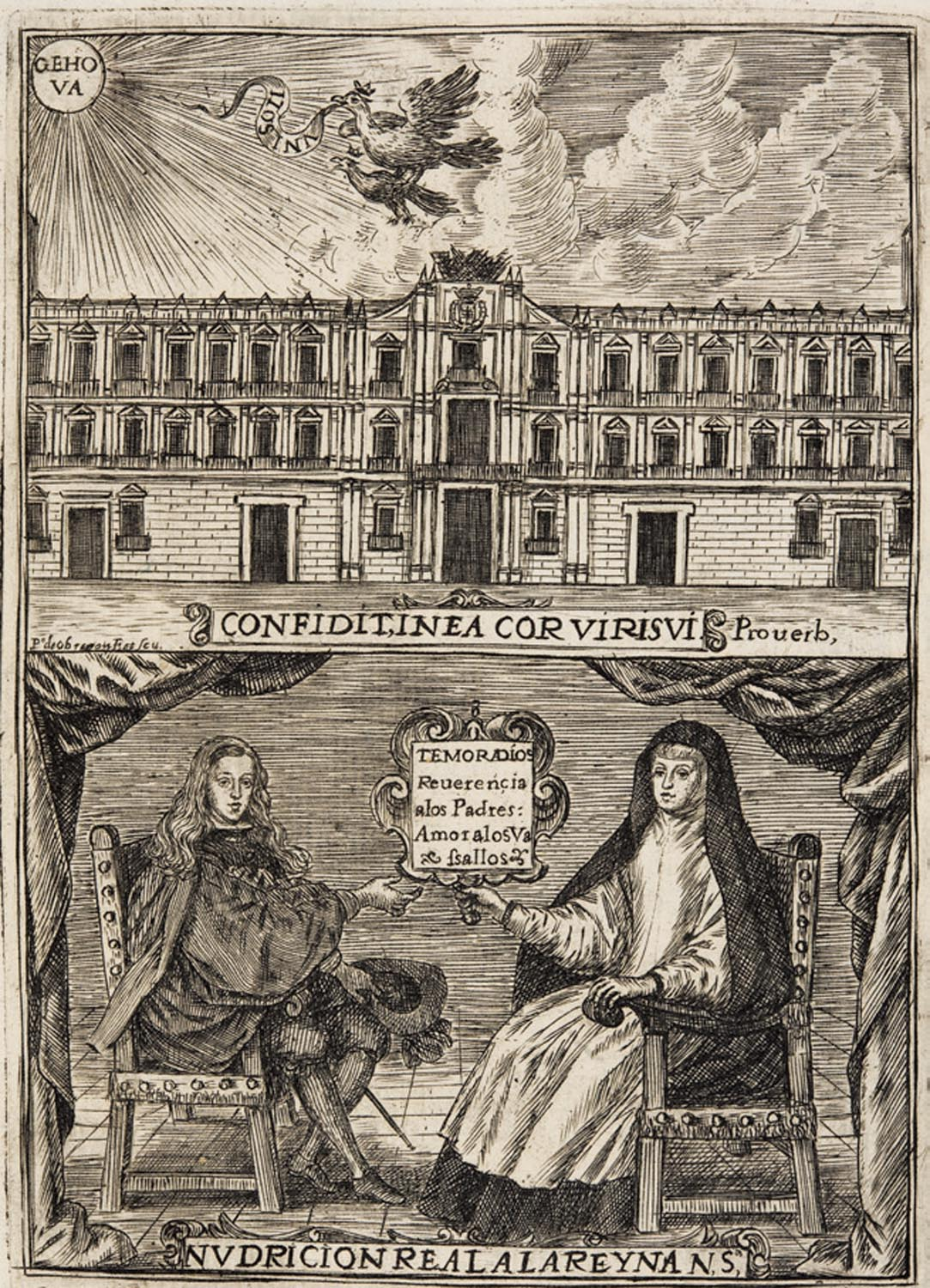
Portada calcográfica de Pedro González de Salcedo, Nudrición real, reglas o preceptos de cómo se ha de educar a los reyes mozos desde los siete a los catorce años, en Madrid, por Bernardo de Villa-Diego, 1671. Grabado firmado «Pº de Obregón F.et sculp». Biblioteca Nacional de España.

Pedro González de Salcedo (Nájera, ?-Madrid, 1681) fue un jurista y escritor político español, miembro del Consejo de Castilla.
Natural de Nájera, según él mismo indica en alguna de sus obras, fue sucesivamente alcalde de las Guardas de Castilla, juez de contrabando en Madrid, alcalde de Casa y Corte en 1660, fiscal del Consejo de Castilla en 1672, en cuyo puesto ordenó retener un edicto del arzobispo de Sevilla sobre tasas a las misas, y consejero de Castilla en 1673, plaza que ocupó hasta su muerte. Como escritor de materias políticas es autor de un tratado propio del género de la educación o espejo de príncipes dedicado a Carlos II, cuando el género empezaba a estar algo pasado de moda, y de un tratado sobre el comercio, que defiende como necesario para la conservación de la república, y el contrabando, con amplia casuística, junto con otros escritos de materia jurídica y una respuesta a las pretensiones de Luis XIV sobre el ducado de Brabante reclamado para su esposa, la infanta María Teresa de Austria, lo que contravenía las cláusulas matrimoniales por las que la infanta renunciaba a sus derechos sucesorios a la corona española, sobre lo que habían escrito, defendiendo la nulidad de la renuncia, entre otros, el embajador de Francia en España Georges d'Aubusson de la Feuillade.

## Obras
- Panegyrico o Oración laudatoria de los hechos y vitoriosos progressos de su Alteza el Señor Infante Don Fernando de Austria, Madrid, por la viuda de Alonso Martín, 1636.
- De lege politica eiusque naturali executione, et obligatione, tam inter laicos quam eclesiasticos ratione boni communis, Matriti, Diego Díaz de la Carrera, 1642. Segunda edición en dos volúmenes en Madrid, en la Tipografía Imperial, por José Fernández de Buendía, 1678. Se ilustra la segunda edición con un grabado calcográfico de Pedro de Villafranca representando a Juan José de Austria como Atlante, genuflexo, una rodilla apoyada sobre un volumen infolio titulado en el lomo De lege politica y cargando sobre sus espaldas el universo de la monarquía hispánica, figurada en una gran esfera en la que se yergue Carlos II armado como defensor de la corona y de la Iglesia.[4]
- Tratado Jurídico-político del contra-bando, en Madrid, por Diego Díaz de la Carrera, 1654 [3.ª ed., Madrid, 1729]
- Examen de la verdad en respuesta a los tratados de los derechos de la Reyna Christianissima, sobre varios estados de la Monarchia de España [s.l.] [s.n.], 1668. Frontispicio calcográfico de carácter alegórico con cuatro jeroglíficos firmado «Pºa Villafranca sculp. Matriti».[5] De la obra salió también una traducción latina ampliada sin datos de edición: Examen veritatis in repvlsam tractatus firmantis iura Reginae Christianissimae in Brabantiam alios que status hispanicae monarchiae: Additis qvae post primam editionem... elucubrarunt brabantini et gallicani scriptores.
- Nudricion real: reglas o preceptos de como se ha de educar a los reyes mozos desde los siete a los catorce años: sacados de la vida y hechos de el santo rey Don Fernando Tercero de Castilla y formado de las leyes que ordenó en su vida y promulgó su hijo el rey D. Alonso. En Madrid, por Bernardo de Villa-Diego, 1671. Portada con orla tipográfica y hoja de grabado firmado por Pedro de Obregón dividido en dos recuadros horizontales: el Real Alcázar de Madrid con el emblema del águila volando en dirección al sol llevando en sus garras a su cría en la imagen superior, y la reina gobernadora Mariana de Austria con tocas de viuda transmitiendo a su hijo el rey Carlos II las reglas del buen gobierno: «Temor a Dios: Reverencia a los Padres: Amor a los Vasallos», en la mitad inferior.
- Theatrum honoris seu Commentaria ad l. 16 tit. I. lib. 4 Recop. (Matriti: ex officina Bernardi de Villa-Diego), 1672